# Yōta Komi
Yōta Komi (japanisch 小見 洋太 Komi Yōta; * 11. August 2002 in der Präfektur Saitama) ist ein japanischer Fußballspieler.

## Karriere
Yōta Komi erlernte das Fußballspielen in der Schulmannschaft der Shohei High School. Seinen ersten Profivertrag unterschrieb er am 1. Februar 2022 bei Albirex Niigata. Der Verein aus Niigata, einer Stadt in der Präfektur Niigata auf Honshū, der Hauptinsel von Japan, spielt in der zweiten japanischen Liga. Sein Zweitligadebüt gab Yōta Komi am 31. Oktober 2021 (36. Spieltag) im Auswärtsspiel gegen Fagiano Okayama. Hier wurde er nach der Halbzeitpause für den Peruaner Kazuyoshi Shimabuku eingewechselt. Das Spiel endete 1:1. Am Ende der Saison 2022 feierte er mit Albirex die Meisterschaft und den Aufstieg in die erste Liga.

## Erfolge
Albirex Niigata
- Japanischer Zweitligameister: 2022  ▲